# Dmitri Kozontxuk
Dmitri Anatólievitx Kozontxuk (en rus Дмитрий Анатольевич Козончук, Vorónej, 5 d'abril de 1984) és un ciclista rus, professional des del 2007. Actualment corre per l'equip Gazprom-RusVelo.
Durant la disputa de la 3a etapa del Tour de França de 2015, es va veure implicat amb una caiguda múltiple de la resulta de la qual va haver d'abandonar la cursa amb fractura de la clavícula i l'omòplat esquerre.

## Palmarès
- 2002
  - 1 al Giro de la Basilicata
  - 1r al Tour al País de Vaud
- 2004
  - Vencedor d'una etapa de l'Olympia's Tour
  - Vencedor d'una etapa del Triptyque des Barrages
- 2005
  - 1 al Cinturó a Mallorca i vencedor d'una etapa
  - 1 al París-Roubaix sub-23
- 2006
  - Vencedor de 2 etapes del Triptyque des Monts et Châteaux
  - Vencedor d'una etapa de la Volta a Turíngia

### Resultats al Giro d'Itàlia
- 2007. 100è de la classificació general
- 2008. 59è de la classificació general
- 2009. 79è de la classificació general
- 2010. Abandona (8a etapa)
- 2011. 75è de la classificació general
- 2013. Abandona (16a etapa)
- 2017. 145è de la classificació general

### Resultats a la Volta a Espanya
- 2008. 54è de la classificació general
- 2010. 134è de la classificació general
- 2011. 122è de la classificació general
- 2013. 92è de la classificació general
- 2014. 95è de la classificació general

### Resultats al Tour de França
- 2015. Abandona (3a etapa)